# ليال هانسون
ليال هانسون هو سياسي كندي، ولد في 29 يوليو 1929 في كندا، وتوفي في 23 أبريل 2018 في فيرنون في كندا. حزبياً، نشط في British Columbia Social Credit Party ‏.